# Doctorant
Un doctorant ou une doctorante est un chercheur en début de carrière s'engageant, sous la supervision d'un directeur de thèse (en France), ou d'un promoteur (en Belgique), dans un projet de recherche sur une durée variable selon les pays et les statuts. Le parcours du doctorant comprend la lecture de la bibliographie, la proposition de preuves ou de protocoles expérimentaux, la rédaction et la publication d'articles scientifiques et la présentation de ses travaux devant ses pairs lors de congrès ou de colloques. Ce parcours s'achève par la rédaction et la soutenance d'une thèse dans le but d'obtenir le grade de docteur. Même s'il s'agit d'une expérience professionnelle, le doctorant est obligatoirement inscrit dans un établissement habilité à délivrer le doctorat (généralement une université ou certaines « grandes écoles ») et, à ce titre, a le statut d'usager de son établissement d'inscription, comme c'est le cas pour les chercheurs passant leur habilitation à diriger des recherches.

## Synonymes
Plusieurs expressions peuvent désigner un doctorant :
- « thésard » est un mot d'argot fréquemment utilisé dans le monde universitaire français, renvoyant le doctorant uniquement à la préparation de son manuscrit de thèse[1], et délaissé car familier[2] ;
- « chercheur doctorant » ou « chercheur en formation doctorale » (ou « enseignant-chercheur doctorant » quand le doctorant a des activités d'enseignement) est un synonyme de doctorant, employé pour accentuer l'idée que le doctorant est bien un chercheur ;
- « étudiant en thèse » est une expression communément utilisée au Canada, traduite de l'anglais PhD student qui désigne aux États-Unis l'étudiant en master qui n'a pas encore réussi ses examens et terminé ses cours[3]. Lorsqu'elle est employée en Europe, elle fait l'amalgame entre l'étudiant en master, qui n'a encore été admis en doctorat, et le doctorant. Ce terme insiste sur le statut étudiant du doctorant – tel qu'il est considéré en Amérique du Nord –, omettant totalement le caractère professionnel de la pratique de la recherche. Elle confond aussi l'activité du chercheur inscrit en Doctorat et l'objet final, qui n'est que le manuscrit produit pour soutenir.